# André Bourrié
André Bourrié, né le 4 mai 1936 à Montpellier et mort le 7 janvier 2017 à Marseille, est un peintre titulaire de la Marine nommé en 1983.
Céramiste diplômé, directeur d’un atelier de moulage et de modelage, il mit fin à sa carrière d’enseignant après avoir gagné le titre de « Meilleur Ouvrier de France ». Dès lors, il se consacra entièrement à la peinture.
Peintre autodidacte, il est connu pour ses paysages de bord de mer, de hameaux et de nature. Ses œuvres, d'une grande finesse, mêlent pointillisme et néo-impressionnisme.
Ses peintures décrivent un monde calme, beau et apaisé. L'eau est pour lui un reflet qui permet de doubler la sérénité du paysage. Ses œuvres sont empreintes d'une douce nostalgie.
Il a notamment peint les paysages de la Côte d'Azur, de la Vendée et du Languedoc.

## Biographie
André Bourrié est né à Montpellier le 4 mai 1936. Son père décède en 1941 lors de la Seconde Guerre mondiale. Sa mère, quant à elle, meurt en 1945. Orphelin, il vivra quelque temps seul avant que son oncle le recueille puis le place dans l'orphelinat d'un mécène de la région parisienne qui lui apprendra son métier.
Il vient vivre à Paris peu après la Deuxième Guerre mondiale.
Il s'initie rapidement à la peinture tout en travaillant dans le bâtiment. À ses débuts, ses sujets principaux sont en lien avec son métier : les scènes de chantiers et les toits de Paris avec leurs grues et leurs échafaudages. Sa personnalité s'affirme sous l'influence de cet environnement géométrique fait de verticales.
Nommé par la suite à un poste de professeur technique en province, André Bourrié se dirige progressivement vers des sujets plus naturels tels que des paysages champêtres, de bord de mer ou de villages. La géométrie de ses premières œuvres reste cependant très présente avec la rectangularité des habitations et les mâts des bateaux.
En 1978, il obtient la médaille d'or des artistes français et un contrat d'exclusivité avec la galerie Wally Findlay à New York qui lui permettent de réaliser de nombreuses expositions en France et aux États-Unis et de partager ainsi sa vision personnelle et épurée du monde.
En 1979, son art de la peinture lui permet de vivre à temps plein de sa passion.
Au début des années 80, il découvre la technique de la lithographie pour laquelle il éprouve une véritable passion.
En 1986 il fait connaissance avec les éditions Vision Nouvelle. Une étroite collaboration s'instaure entre l'éditeur et l'artiste. Elle se concrétise par la signature d'un contrat d'exclusivité mondiale concernant son œuvre graphique. La première exposition de prestige organisée à Tokyo (Japon) connait un vif succès ainsi que les diverses manifestations qui s'ensuivront aux États-Unis (New York, Chicago, Beverly Hills, Palm Beach) et au Royaume-Uni (Londres).
André Bourrié est de notoriété mondiale aujourd'hui.
Il meurt le 6 janvier 2017 à l'âge de 80 ans.

## Récompenses
- « Médaille d’or » du Salon des Artistes Français (1978)
- « Grand Prix de Barbizon » (1982)
- « Grand Prix de la Presse d'Or » au Concours International de Lithographie (1983)

## Réalisations
Décorations :
- Du théâtre Daunou à Paris après l’incendie de 1970
- Du palais du président ivoirien Houphouët-Boigny
- De l'ambassade de France à Abidjan
- Du palais du président Habib Bourguiba à Monastir
- De restaurants parisiens
- De chaînes hôtelières en Tunisie[1].

## Exposition des œuvres
- Exposant permanent de la Galerie de l'Écusson à Montpellier. galerie-ecusson.com
- Quelques lithographies originales de l'artiste sur Galerie125.fr
- Collection de la ville de Versailles
- Musée Corot à Ville-d'Avray